# Tornado Zadar
Tornado Zadar je navijačka grupa iz Zadra. Navijaju za HNK Zadar i KK Zadar. 

## Povijest
Tornado je osnovan 1965. godine te je druga po starosti navijačka skupina u Hrvatskoj, nakon splitske Torcide. Zlatno doba skupine bilo je 1960-ih i 1970-ih, nakon čega entuzijazam članova polako opada, a kulminacija se događa 1999. godine kada se jezgra članova udruge umirovila i zauvijek napustila udrugu.
Godine 2002. bila je ključna za udrugu jer se mlada generacija navijača počela okupljati i obnavljati udrugu.

## Aktivnosti
Tornado najviše podržava KK Zadar i HNK Zadar, kao i druge zadarske sportske klubove. Svaku utakmicu KK Zadra prati Tornado. Nemaju rivale (iako neki kao rivala vide skupinu Šibenski Funcuti iz Šibenika), ali su u izgredima uglavnom s klubovima iz Zagreba, ili iz Srbije. Tijekom ere bivše Jugoslavije napetosti su bile visoke na utakmicama s KK Crvena zvezda.
Godine 2009. izašla je knjiga "Posljednja generacija istoka"  koja se bavi navijačkom skupinom. Knjiga nema izdavača te se ne može kupiti u knjižari. Tiskano je samo 300 primjeraka.
Grupa je poznata po glasnoj atmosferi koju stvaraju na domaćim stadionima, dvorani Krešimir Ćosić te Stadionu Stanovi. U staroj dvorani Jazine uglavnom su bili na istočnoj tribini.
Tornado je zaslužan za organiziranje vatrometa 2011. godine za KK Zadar dan prije velike utakmice kako bi iskazali ogromnu podršku svom košarkaškom klubu koji je doživjela peh na igralištu.
Skupina je 2011. godine organizirala dobrotvornu akciju prikupljanja pomoći pod nazivom „Pomozimo obitelji Tihomira Purde“. Cilj te humanitarne akcije bio je financijski pomoći obitelji branitelja koji se nalazi u pritvoru u Zenici temeljem međunarodne tjeralice srpskog tužiteljstva. Tornado je 2012. godine podržao humanitarnu akciju u svrhu prikupljanja novčane pomoći za branitelje koji žive s 150 kn mjesečno. Članovi su dali financijsku potporu kao i potporu u materijalnim stvarima poput higijenskih potrepština.

## Vanjske poveznice
- Službena web stranica  Arhivirana inačica izvorne stranice od 21. listopada 2007. (Wayback Machine)
- Link na blog o "Posljednjoj generaciji istoka"
- Galerija Tornado u Košarkaškoj dvorani Jazine
- Film Tornado Zadar na utakmici protiv KK Crvena zvezda na YouTubeu
- Profil na Facebooku